# Contea di Clark (Kansas)
La contea di Clark in inglese Clark County è una contea dello Stato del Kansas, negli Stati Uniti. La popolazione al censimento del 2010 era di 2 215 abitanti. Il capoluogo di contea è Ashland.

## Storia
La contea è stata fondata il 26 febbraio 1867.

## Geografia fisica
Secondo lo United States Census Bureau, la contea ha una superficie di 2530 km² di cui 2523 km² è terra (99.95%) e 7 km² (0,3%) acque interne.

### Contee confinanti
- Contea di Ford (nord)
- Contea di Kiowa (nordest)
- Contea di Comanche (est)
- Contea di Harper, Oklahoma (sudest)
- Contea di Beaver, Oklahoma (sudovest)
- Contea di Meade, (ovest)

### Evoluzione demografica

Piramide delle età

## Infrastrutture e trasporti

### Strade
- U.S. Route 54
- U.S. Route 160
- U.S. Route 183
- U.S. Route 283
- Kansas Highway 34

## Geografia antropica

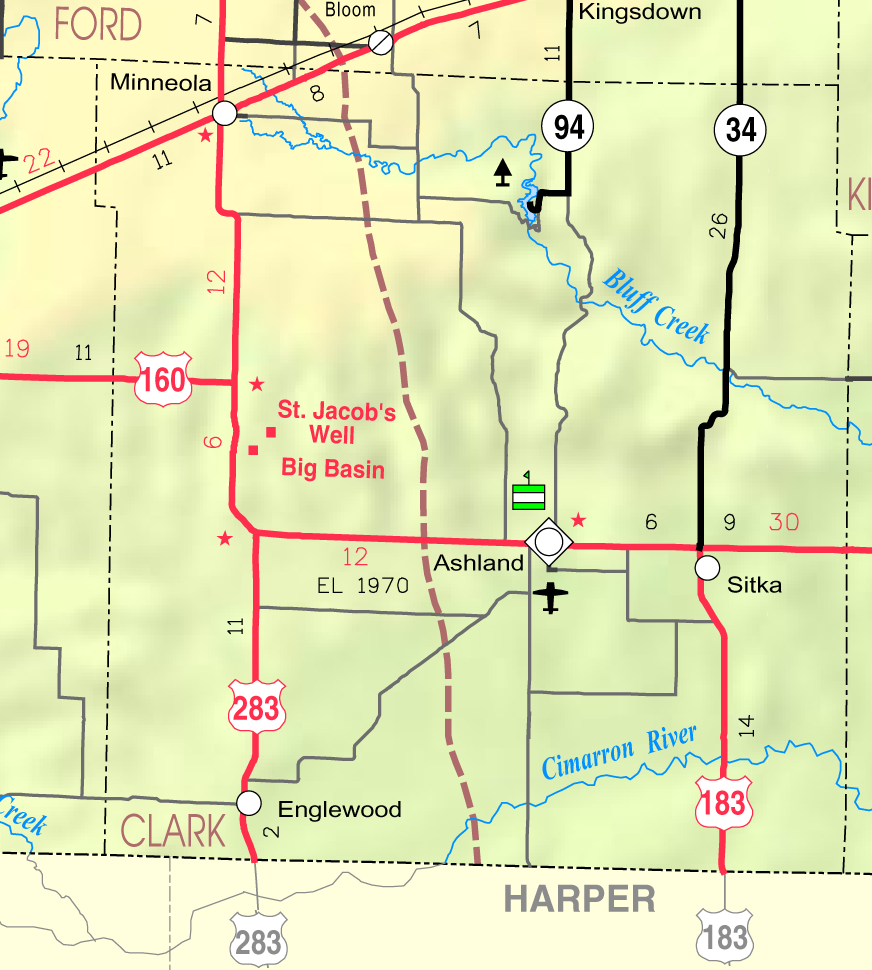

### Città
- Ashland
- Englewood
- Minneola

### Area non incorporata
- Acres
- Letitia
- Lexington
- Sitka

### Città fantasma
- Appleton
- Cash City
- Vanham

### Township
La contea di Clark è divisa in sei township.
Le Township della contee sono:
- Appleton
- Center
- Englewood
- Lexington
- Liberty
- Sitka